# رامون أرماندو رودريغيز
رامون أرماندو رودريغيز (بالإسبانية: Ramón Armando Rodríguez)‏ هو صحفي وكاتب فنزويلي، ولد في 7 سبتمبر 1895، وتوفي في 16 أبريل 1959.